# 鄭文燦
鄭文燦（1967年7月6日—），中華民國政治人物，民主進步黨籍（黨廉政會決議2024年7月12日起停權3年處分），曾任海峽交流基金會董事長、中華民國童軍總會理事長、行政院副院長、桃園市市長、行政院新聞局局長、行政院發言人、海基會副秘書長、桃園縣議員、陳定南競總文宣部主任、立法委員邱垂貞辦公室主任、野百合學運決策小組、國立臺灣大學學生會副會長。

## 早年生活
鄭文燦出生於桃園縣八德鄉（今桃園市八德區），家族世代從事農耕，父親任職於臺灣省政府糧食局桃園管理處（今農業部農糧署北區分署）。家中共有5個兒子與2個女兒，父親的薪資所得幾乎僅能勉強支應子女的基本生活開銷。鄭文燦就讀小學5、6年級時，放學後在臺北縣鶯歌鎮的磁磚與木器製造工廠打工。
國中畢業後考上臺北市立建國高級中學，高中畢業後考上國立臺灣大學電機系，大學時期積極參與社會運動與關心公共事務進而決定轉換跑道，考入社會系就讀。這段經驗在其受訪時表示「因為我覺得台灣可以少一個工程師，但是要多一個社會改革者」。1988年擔任臺大學生報社第一屆社長，將校園刊物報紙化；同時兼任台大台灣研究社首屆社長。1989年當選國立臺灣大學學生會副會長，推動完成「學生憲章」（學生會自治規程），作為學生自治基礎。
1989年2月28日，策畫台大第一場公開紀念二二八事件受難者台大文學院院長林茂生的追思會、1989年9月28日，策畫跨校大學生與教授的街頭大遊行，推動修改大學法、落實學生自治、教授治校和大學自主等訴求。1990年3月，野百合學運期間擔任決策小組，提出解散國民大會等四大訴求，並促成1992年廢除萬年國會。

## 從政生涯
1998年，鄭文燦當選桃園縣議員，為全縣最高票。卸任後轉任民主進步黨文宣部副主任，2004年5月升任民進黨文宣部主任。2006年於第一次蘇貞昌內閣中擔任行政院新聞局局長，為最年輕的閣員。

### 桃園市市長

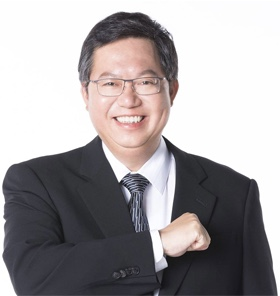
內政部官方肖像

2014年時獲民進黨提名參選桃園市市長並順利當選，為當時六都中最年輕的市長，並於2018年成功連任。
2022年10月8日當選中華民國足球協會理事長，在世界盃足球賽結束後稱已完成階段性任務，遂於2023年1月9日辭職。
2023年1月第二次蘇貞昌內閣總辭，鄭文燦在繼任的陳建仁內閣擔任行政院副院長。
2024年4月25日，總統當選人賴清德宣布，鄭文燦將出任海峽交流基金會董事長，6月7日就任。但僅任職一個月便因在桃園市市長任內疑似涉及收賄遭檢調偵辦，遂於7月7日以避免影響團隊政務推動為由而辭職。

## 軼事
- 在陸軍總部（現國防部陸軍司令部）服預官役時，曾以小說〈大維的婚禮〉獲國軍第31屆文藝金像獎小說佳作。[13]

- 配偶林俞汝（中華民國環境部工程師），結婚後才發現鄭文燦的專業是政治工作[14]。

- 鄭文燦可記住一萬五千多人的姓名，下次見面能立即當場叫出，被蔡英文譽為「人體PDA」[15]。

- 2009年縣市長選舉時奉民主進步黨主席蔡英文之命，臨危受命參選桃園縣縣長。時值電影《赤壁》上映，蔡英文覺得他跟梁朝偉演的周瑜很像，但講的不是外表，而是周瑜的文武雙全與足智多謀。由於當時民進黨選情不利，蔡英文才會拿周瑜比喻，希望他能為民進黨守住桃園這個半壁江山，而他當時82公斤被認為有點胖，「胖周瑜」的稱號因此不脛而走[16]。

- 2011年取得國立臺灣大學國家發展研究所碩士文憑，其碩士論文《中國基層選舉演變之分析 尋找民主發展的動力》指導教授為陳明通，口試委員為林佳龍、周繼祥。2022年12月，其碩士學位因為論文抄襲問題被撤銷[17][18]。

## 爭議事件

### 終止已動工桃園鐵路高架化工程
在吳志揚時期動工的桃園鐵路高架化工程，突然被鄭文燦以民意希望地下化為由中止，並開始規劃鐵路地下化。遭批手段野蠻粗暴，不但使工程經費從308億暴增至945億（後增至1,047億），還延後了鐵路立體化完工日期，並引發桃園鐵路是否需要地下化的爭論。之後鄭文燦表示將學習京都車站的做法為樣本，完成車站與鐵路的地下共構設計，打造北部都市圈最西的桃園地標。但京都車站為平面與高架車站，沒有地下月台與軌道。預計2020年地下化工程動工。完工日期則從2025延後至2026，被議員質疑政策跳票。新北市政府也因完工遙遙無期，設法讓鳳鳴車站與桃園鐵路地下化工程脫鉤，於2025年如期啟用。

### 八德國民運動中心天花板掉落事件
2022年9月18日，臺東縣池上鄉發生芮氏規模6.8強震，桃園市震度為3級。啟用約一年的八德國民運動中心五樓的羽球場在地震時天花板輕鋼架及隔音板倒塌掉落，幸好現場使用羽球場的民眾迅速逃離，僅一人受輕傷。後承包該工程標案的瑞助營造，被揭發經年發生工安意外，且自2015年以來，該承包商共違反職安法令達199次。隨後鄭文燦因為豆腐渣工程挨批，連夜出面道歉。

### 論文抄襲撤銷碩士學位
2022年10月3日，新黨桃園市議員參選人游智彬和新黨發言人陳麗玲，公開質疑桃園市市長鄭文燦在國立臺灣大學國家發展研究所（原名三民主義研究所）碩士論文涉嫌抄襲，甚至可能並非鄭文燦自寫，而是由論文工廠（或槍手）捉刀代寫。
游智彬稱鄭文燦的《中國基層選舉演變之分析——尋找民主發展的動力》，大量引用中國大陸資料，導致臺灣的「相似性比對軟體」不易查核，游智彬等人透過中國大陸的論文比對系統查核，發現30.27%的文字涉嫌抄襲，像是論文第40頁內容整段引自《從村長選舉制度和實態看中國的住民自治—以四川省調查事例為中心》一文，還沒有加註出處；另224個參考文獻中，有多處未在論文本文中出現。且鄭文燦論文有大量排序錯亂與文字前後不統一等問題，像後半段所有「國立」二字全部消失，推測後半部分是引用中國大陸書籍，該書因政治正確而刪去「國立」2字；而有的中文書目沒有作者及文章名，其實是引自同一本書，但鄭文燦並未標示出處。
2022年12月2日，台大社會科學院學術倫理委員會（學倫會）決定撤銷鄭文燦的台大國發所碩士論文，取消其碩士學位，同時決議不再續聘其論文指導教授，時任國安局長陳明通，2023年陳從台大退休。鄭文燦成為繼林智堅後陈明通第二位被摘除硕士学位的学生。
鄭文燦坦承自己的論文有許多疏忽之處，當時交稿時間緊迫，於是先寫內文，加上參考的書籍未在手上，故未能將參考資料一一標明，且當時沒有比對系統可參考，導致疏失。鄭願意接受裁定，並針對論文瑕疵，兩次表示歉意，但直言沒抄襲意圖。林佳龍當時擔任鄭文燦口試委員之一，林佳龍幕僚表示，比對研究生論文是指導教授工作，口試委員通常是指正研究方法的重大謬誤。

### 彰濱工業區晶鼎焚化爐案
2023年1月，鄭文燦、林佳龍，陳建仁出席彰化縣百工百業信賴總會，鄭文燦表示「如果這個地方的焚化爐已經夠多了，要求經濟部就要檢討其必要性，朝解除契約的方向來走」。

### 足協拖欠巨款相關爭議
2024年3月18日，民眾黨立委黃國昌揭露，中華足協每年拿國家上億的補助，選手們卻被足協欠款不還，連前年的錢還都拖欠，並直指事發時，足協理事長為現任行政院副院長鄭文燦、秘書長是現任體育署長鄭世忠。黃國昌指早前接到投訴，稱2022年12月中華男足對泰國國際友誼賽，直到現在2024年，連球員的出場費、集訓費、車馬費都還沒給；時任理事長鄭文燦當時還說，球隊睽違3年半首勝、要發30萬獎金鼓勵全隊，結果到現在國腳們一毛都沒有拿到，甚至有球員還未收到出國補助款，就收到足協發出的扣繳憑單。
黃國昌3月20日在財政委員會針對財政部長莊翠雲進行質詢時，針對足球國家隊球員明明沒有收到錢，卻收到中華足協給的扣繳憑單，對此產生質疑。莊翠雲回應，這個案子北區國稅局也有在查，北區國稅局長李怡慧則表示，新莊稽徵所已經發函要求足協說明扣繳稅款是否有誤，並希望於4月2日前回答。
足協3月20日坦承疏失，指是行政疏失。黃國昌在臉書發文痛批，足協此舉擺明就是知道紙包不住火，趕緊出來幫行政院副院長鄭文燦洗地，並指出足協在聲明已經承認，當初造假的扣繳憑單是由時任秘書長、現任體育署長鄭世忠經手處理。

### 華亞科技園區弊案
2017年9月，鄭文燦在桃園市市長任內涉嫌在「變更林口特定區計畫─工五工業區擴大方案」中收賄500萬元，之後為華亞園區建廠管理委員會主委廖俊松主導的華亞科技園區土地開發案找出路。
桃園地方檢察署於2024年7月5日指揮法務部調查局桃園市調查處偵辦，多名調查官帶傳票前往鄭文燦台北住處，調查官未進行搜索，但出示檢方傳票，告知鄭文燦是貪污罪被告，要求鄭文燦配合到地檢署說明，鄭文燦於上午7點多進入桃園地檢署。檢察官偵訊後認為被告鄭文燦涉犯《貪汙治罪條例》第5條第1項第3款對於職務上行為受賄等罪嫌，有羈押原因及必要，應予以逮捕。而同日上午，鄭文燦在應訊前即以LINE通訊軟體傳送訊息予施姓秘書，其訊息內容與他自己應訊時的答辯方向相同。
7月6日凌晨，檢方向桃園地方法院聲押並禁止接見。同日下午，法院裁定鄭文燦500萬新台幣交保，並限制住居、出境、出海，檢方當庭抗告。鄭文燦於7日宣布請辭海基會董事長。
經兩度抗告及更裁，鄭文燦在7月11日的第三次聲押庭，被裁定羈押禁見，送往桃園看守所。7月12日，台灣高等法院駁回抗告。桃園地檢署于8月27日偵查終結，起訴鄭文燦等11人，依《貪污治罪條例》第5條第1項第3款之公務員對於職務上之行為收受賄賂罪，具體求刑有期徒刑12年。7月11日在鄭文燦的施姓助理家中扣得現金87萬9590元，7月29日在鄭文燦台北市居所主臥室邊柱旁暗櫃內發現以2個上鎖保冷提袋藏放現鈔新台幣678萬5000元，這部分所涉財產來源不明罪另行偵辦。
2024年8月28日，鄭文燦以2800萬元交保，限制住居及出境出海8個月。
2025年5月22日，合議庭勘驗檢方列為起訴重要證據之一的會議錄音檔，發現逐字稿譯文只保留鄭文燦與廖氏父子3人對話，忽略了其他官員的發言。
7月15日，合議庭勘驗會議錄音檔後發現，報請行政院核定國家重大發展計畫的是時任營建署長許文龍，而非檢方在起訴書所述的廖氏父子等人請託鄭文燦向行政院提案。

## 選舉紀錄
| 年度 | 選舉屆數               | 選舉區           | 所屬政黨   | 得票數  | 得票率 | 當選標記 | 備註 |
| ---- | ---------------------- | ---------------- | ---------- | ------- | ------ | -------- | ---- |
| 1998 | 第十四屆桃園縣議員選舉 | 桃園縣第三選舉區 | 民主進步黨 | 9,163   | 17.37% |          |      |
| 2009 | 第十六屆桃園縣縣長選舉 | 桃園縣           | 民主進步黨 | 346,678 | 45.69% |          |      |
| 2012 | 第八屆立法委員選舉     | 桃園縣第一選舉區 | 民主進步黨 | 82,820  | 44.65% |          |      |
| 2014 | 第一屆桃園市市長選舉   | 桃園市           | 民主進步黨 | 492,414 | 51.00% |          |      |
| 2018 | 第二屆桃園市市長選舉   | 桃園市           | 民主進步黨 | 552,330 | 53.46% |          |      |

## 榮譽

### 中華民國勳章獎章
- 一等景星勳章（2024年5月13日於總統府頒授）[54]

## 外部連結
- 官方网站

| 中華民國政府職務                   | 中華民國政府職務                                       | 中華民國政府職務                   |
| ---------------------------------- | ------------------------------------------------------ | ---------------------------------- |
| 行政院                             |                                                        |                                    |
| 前任： 姚文智                      | 新聞局局長 第二十三任 2006年1月25日－2007年4月20日     | 繼任： 易榮宗（代理） 正任：謝志偉 |
| 前任： 沈榮津                      | 行政院副院長 第三十九任 2023年1月31日－2024年5月20日   | 繼任： 鄭麗君                      |
| 桃園市政府                         |                                                        |                                    |
| 首任 改制前：吳志揚 （桃園縣縣長） | 桃園市市長 第一、二屆 2014年12月25日－2022年12月25日   | 繼任： 張善政                      |
| 非組織職務                         |                                                        |                                    |
| 海峽交流基金會                     |                                                        |                                    |
| 前任： 李大維                      | 海峽交流基金會董事長 第九任 2024年6月7日－2024年7月7日 | 繼任： 許勝雄（代理） 正任：吳豊山 |